# Lijst van parochies van het bisdom Brugge
Het bisdom Brugge in de Belgische provincie West-Vlaanderen telt 339 parochies. Deze parochies zijn gegroepeerd in federaties of pastorale eenheden, die op hun beurt gegroepeerd zijn in een van de 10 dekenaten van het bisdom.
De onderstaande lijst geeft een overzicht van de parochies. Per parochie wordt de naam gegeven (dit is ook de naam van de patroonheilige); het dorp, gehucht of wijk dat met de parochie overeenkomt; de administratieve gemeente waarin de parochie (grotendeels) ligt; en de hoofdkerk.

## Dekenaat Brugge
Het dekenaat Brugge omvat de verschillende parochies in het stadscentrum van Brugge, de deelgemeenten Sint-Michiels en Sint-Andries, de parochies in de oostelijke deelgemeenten van Brugge (Assebroek, Koolkerke, Dudzele, Sint-Kruis), de gemeente Damme, de gemeente Oostkamp en het gebied van Zeebrugge en Lissewege.
| Parochie                                                   | Stad/dorp/wijk      | Gemeente | Kerk                                           |
| Pastorale eenheid Sint-Donatianus Brugge                   |                     |          |                                                |
| Sint-Magdalena en Sint-Catharina                           | Brugge              | Brugge   | Heilige Magdalena en Catharinakerk             |
| Onze-Lieve-Vrouw                                           | Brugge              | Brugge   | Onze-Lieve-Vrouwekerk                          |
| Sint-Jacob de Meerdere                                     | Brugge              | Brugge   | Sint-Jakobskerk                                |
| Sint-Salvator en Sint-Donatianus                           | Brugge              | Brugge   | Sint-Salvatorskathedraal                       |
| Christus Koning                                            | Brugge              | Brugge   | Christus Koningkerk                            |
| Sint-Pieter                                                | Sint-Pieters        | Brugge   | Sint-Pieterskerk                               |
| Sint-Anna                                                  | Brugge              | Brugge   | Sint-Annakerk                                  |
| Sint-Gillis                                                | Brugge              | Brugge   | Sint-Gilliskerk                                |
| Sint-Walburga                                              | Brugge              | Brugge   | Sint-Walburgakerk                              |
| Pastorale eenheid Emmaüs Sint-Andries-Sint-Michiels Brugge |                     |          |                                                |
| Sint-Andries en Sint-Anna                                  | Sint-Andries        | Brugge   | Sint-Andries en Sint-Annakerk                  |
| Sint-Baafs                                                 | Sint-Andries        | Brugge   | Sint-Baafskerk                                 |
| Sint-Willibrord                                            | Sint-Andries        | Brugge   | Sint-Willibrorduskerk                          |
| Sint-Godelieve                                             | Sint-Michiels       | Brugge   | Sint-Godelievekerk                             |
| Sint-Michiel                                               | Sint-Michiels       | Brugge   | Sint-Michielskerk                              |
| Pastorale eenheid Sint-Trudo Assebroek                     |                     |          |                                                |
| Heilig Hart en Sint-Philippus                              | Steenbrugge         | Brugge   | Heilig Hart en Sint-Philippuskerk              |
| Onze-Lieve-Vrouw Onbevlekt Ontvangen                       | Assebroek           | Brugge   | Onze-Lieve-Vrouw-Onbevlekt-Ontvangenkerk       |
| Onze-Lieve-Vrouw ten Hemel Opgenomen                       | Assebroek           | Brugge   | Onze-Lieve-Vrouw-ten-Hemel-Opgenomenkerk       |
| Sint-Jozef en Sint-Christoffel                             | Assebroek           | Brugge   | Sint-Jozef en Sint-Christoffelkerk             |
| Sint-Katharina                                             | Assebroek           | Brugge   | Sint-Katharinakerk                             |
| Pastorale eenheid Effeta Brugge                            |                     |          |                                                |
| Sint-Jozef                                                 | Sint-Jozef (Brugge) | Brugge   | Sint-Jozefskerk                                |
| Sint-Pieters-in-de-Banden                                  | Dudzele             | Brugge   | Sint-Pietersbandenkerk                         |
| Sint-Niklaas                                               | Koolkerke           | Brugge   | Sint-Niklaaskerk                               |
| Onze-Lieve-Vrouw Bezoeking                                 | Lissewege           | Brugge   | Kerk Onze-Lieve-Vrouw Bezoeking                |
| Sint-Donatius                                              | Zeebrugge           | Brugge   | Sint-Donatianuskerk                            |
| Sint-Leo-de-Grote                                          | Zwankendamme        | Brugge   | Sint-Leo de Grotekerk                          |
| Pastorale eenheid Groene Weiden Damme                      |                     |          |                                                |
| Onze-Lieve-Vrouw Hemelvaart                                | Damme               | Damme    | Onze-Lieve-Vrouwekerk                          |
| Onze-Lieve-Vrouw Geboorte                                  | Vivenkapelle        | Damme    | Onze-Lieve-Vrouw Geboortkerk                   |
| Sint-Jacob de Meerdere                                     | Hoeke               | Damme    | Sint-Jacobskerk                                |
| Heilige Drievuldigheid en Sint-Christianus                 | Lapscheure          | Damme    | Heilige Drievuldigheid en Sint-Christianuskerk |
| Heilige Rita                                               | Den Hoorn           | Damme    | Sint-Ritakerk                                  |
| Sint-Dionysius                                             | Moerkerke           | Damme    | Sint-Dionysiuskerk                             |
| Sint-Quintinus                                             | Oostkerke           | Damme    | Sint-Kwintenskerk                              |
| Sint-Martinus                                              | Sijsele             | Damme    | Sint-Martinuskerk                              |
| Pastorale eenheid Marta en Maria Sint-Kruis                |                     |          |                                                |
| Heilige Kruisverheffing en Sint-Jozef                      | Sint-Kruis          | Brugge   | Heilige Kruisverheffing en Sint-Jozefskerk     |
| Sint-Thomas van Kantelberg                                 | Male (Sint-Kruis)   | Brugge   | Sint-Thomas van Kantelbergkerk                 |
| Pastorale eenheid Sint-Franciscus Oostkamp                 |                     |          |                                                |
| Sint-Joannes Evangelist                                    | Hertsberge          | Oostkamp | Sint-Joanneskerk                               |
| Sint-Godelieve                                             | Moerbrugge          | Oostkamp | Sint-Godelievekerk                             |
| Sint-Pieters                                               | Oostkamp            | Oostkamp | Sint-Pieterskerk                               |
| Sint-Eligius                                               | Ruddervoorde        | Oostkamp | Sint-Eligiuskerk                               |
| Sint-Godelieve                                             | Baliebrugge         | Oostkamp | Sint-Godelievekerk                             |
| Sint-Blasius                                               | Waardamme           | Oostkamp | Sint-Blasiuskerk                               |

## Dekenaat Diksmuide-Veurne
Het dekenaat Diksmuide-Veurne omvat de gemeenten Diksmuide, Lo-Reninge, Houthulst en het gebied rond Veurne en Vlaamse Westkust, namelijk de gemeenten Veurne, Alveringem, De Panne, Koksijde en Nieuwpoort.
| Parochie                                             | Stad/dorp/wijk     | Gemeente   | Kerk                               |
| Pastorale eenheid Sint-Pieter Groot-Diksmuide        |                    |            |                                    |
| Sint-Niklaas                                         | Diksmuide          | Diksmuide  | Sint-Niklaaskerk                   |
| Sint-Petrus                                          | Esen               | Diksmuide  | Sint-Petruskerk                    |
| Sint-Petrus                                          | Nieuwkapelle       | Diksmuide  | Sint-Petruskerk                    |
| Sint-Jan-Baptist                                     | Oudekapelle        | Diksmuide  | Sint-Jan-Baptistkerk               |
| Sint-Jacobus                                         | Sint-Jacobskapelle | Diksmuide  | Sint-Jacobuskerk                   |
| Sint-Andreas                                         | Woumen             | Diksmuide  | Sint-Andreaskerk                   |
| Sint-Wandregesilus                                   | Beerst             | Diksmuide  | Sint-Wandregesiluskerk             |
| Sint-Niklaas                                         | Keiem              | Diksmuide  | Sint-Niklaaskerk                   |
| Sint-Niklaas                                         | Leke               | Diksmuide  | Sint-Niklaaskerk                   |
| Sint-Martinus                                        | Vladslo            | Diksmuide  | Sint-Martinuskerk                  |
| Sint-Pharaïldis                                      | Oostkerke          | Diksmuide  | Sint-Pharaïldiskerk                |
| Sint-Niklaas en Sint-Catharina                       | Pervijze           | Diksmuide  | Sint-Niklaas en Sint-Katharinakerk |
| Sint-Petrus                                          | Stuivekenskerke    | Diksmuide  | Sint-Petruskerk                    |
| Sint-Jan-de-Doper                                    | Houthulst          | Houthulst  | Sint-Jan Baptistkerk               |
| Sint-Jozef                                           | Jonkershove        | Houthulst  | Sint-Jozefskerk                    |
| Sint-Kristoffel                                      | Sint-Kristoffel    | Houthulst  | Sint-Kirstoffelkerk                |
| Sint-Laurentius                                      | Klerken            | Houthulst  | Sint-Laurentiuskerk                |
| Sint-Bavo                                            | Merkem             | Houthulst  | Sint-Bavokerk                      |
| Sint-Petrus                                          | Lo                 | Lo-Reninge | Sint-Pieterskerk                   |
| Sint-Barnabas                                        | Noordschote        | Lo-Reninge | Sint-Barnabaskerk                  |
| Sint-Bartholomeus                                    | Pollinkhove        | Lo-Reninge | Sint-Bartholomeuskerk              |
| Sint-Rictrudis                                       | Reninge            | Lo-Reninge | Sint-Rictrudiskerk                 |
| Parochies De Panne & Adinkerke                       |                    |            |                                    |
| Sint-Audomarus                                       | Adinkerke          | De Panne   | Sint-Audomaruskerk                 |
| Onze-Lieve-Vrouw                                     | De Panne           | De Panne   | Onze-Lieve-Vrouwekerk              |
| Pastorale eenheid 'Ster der Zee' Koksijde-Nieuwpoort |                    |            |                                    |
| Onze-Lieve-Vrouw ter Duinen                          | Koksijde-Bad       | Koksijde   | Onze-Lieve-Vrouw-ter-Duinenkerk    |
| Sint-Idesbald                                        | Sint-Idesbald      | Koksijde   | Sint-Idesbalduskerk                |
| Sint-Pieter                                          | Koksijde-Dorp      | Koksijde   | Sint-Pieterskerk                   |
| Sint-Niklaas                                         | Oostduinkerke      | Koksijde   | Sint-Niklaaskerk                   |
| Sint-Willibrordus                                    | Wulpen             | Koksijde   | Sint-Willibrorduskerk              |
| Onze-Lieve-Vrouw                                     | Nieuwpoort         | Nieuwpoort | Onze-Lieve-Vrouwekerk              |
| Sint-Bernardus                                       | Nieuwpoort-Bad     | Nieuwpoort | Sint-Bernarduskerk                 |
| Sint-Laurentius                                      | Ramskapelle        | Nieuwpoort | Sint-Laurentiuskerk                |
| Sint-Georgius                                        | Sint-Joris         | Nieuwpoort | Sint-Georgiuskerk                  |
| Pastorale eenheid Kanaän Veurne                      |                    |            |                                    |
| Sint-Michiel                                         | Avekapelle         | Veurne     | Sint-Michielskerk                  |
| Sint-Audomarus                                       | Booitshoeke        | Veurne     | Sint-Audomaruskerk                 |
| Sint-Bertinus                                        | Bulskamp           | Veurne     | Sint-Bertinuskerk                  |
| Sint-Jan-Onthoofding                                 | Eggewaartskapelle  | Veurne     | Sint-Jan-Onthoofdingkerk           |
| Onze-Lieve-Vrouw                                     | Houtem             | Veurne     | Onze-Lieve-Vrouwkerk               |
| Sint-Laurentius                                      | Steenkerke         | Veurne     | Sint-Laurentiuskerk                |
| Sint-Niklaas                                         | Veurne             | Veurne     | Sint-Niklaaskerk                   |
| Sint-Walburga                                        | Veurne             | Veurne     | Sint-Walburgakerk                  |
| Onze-Lieve-Vrouw en Sint-Audomarus                   | Wulveringem/Vinkem | Veurne     | Onze-Lieve-Vrouwekerk              |
| Sint-Audomarus                                       | Alveringem         | Alveringem | Sint-Audomaruskerk                 |
| Sint-Audomarus                                       | Beveren            | Alveringem | Sint-Audomaruskerk                 |
| Sint-Petrus                                          | Gijverinkhove      | Alveringem | Sint-Petruskerk                    |
| Sint-Lambertus                                       | Hoogstade          | Alveringem | Sint-Lambertuskerk                 |
| Sint-Mildretha                                       | Izenberge          | Alveringem | Sint-Mildredakerk                  |
| Sint-Martinus                                        | Leisele            | Alveringem | Sint-Martinuskerk                  |
| Sint-Jan-Onthoofding                                 | Stavele            | Alveringem | Sint-Jan-Onthoofdingkerk           |

## Dekenaat Ieper-Poperinge
Het dekenaat Ieper-Poperinge omvat de gemeenten Ieper, Zonnebeke, Langemark-Poelkapelle, Poperinge, Vleteren, Mesen en Heuvelland.
| Parochie                                           | Stad/dorp/wijk      | Gemeente              | Kerk                                     |
| Pastorale Eenheid O.L.V. van Vrede regio Ieper     |                     |                       |                                          |
| Sint-Jan-Baptist                                   | Dikkebus            | Ieper                 | Sint-Jan-Baptistkerk                     |
| Onze-Lieve-Vrouw Geboorte                          | Hollebeke           | Ieper                 | Onze-Lieve-Vrouw Geboortekerk            |
| Sint-Vedastus                                      | Vlamertinge         | Ieper                 | Sint-Vedastuskerk                        |
| Onze-Lieve-Vrouw                                   | Voormezele          | Ieper                 | Onze-Lieve-Vrouwkerk                     |
| Sint-Catharina                                     | Zillebeke           | Ieper                 | Sint-Catharinakerk                       |
| Onze-Lieve-Vrouw Middelares                        | Ieper               | Ieper                 | Onze-Lieve-Vrouw Middelareskerk          |
| Sint-Jacob                                         | Ieper               | Ieper                 | Sint-Jacobskerk                          |
| Sint-Jan-Baptist                                   | Sint-Jan            | Ieper                 | Sint-Jan-Baptistkerk                     |
| Sint-Maarten en Sint-Niklaas                       | Ieper               | Ieper                 | Sint-Maartenskathedraal                  |
| Sint-Pieter                                        | Ieper               | Ieper                 | Sint-Pieterskerk                         |
| Sint-Michiel                                       | Boezinge            | Ieper                 | Sint-Michielskerk                        |
| Onze-Lieve-Vrouw                                   | Brielen             | Ieper                 | Onze-Lieve-Vrouwkerk                     |
| Sint-Petrus en Sint-Paulus                         | Elverdinge          | Ieper                 | Sint-Petrus en Sint-Pauluskerk           |
| Sint-Leonardus                                     | Zuidschote          | Ieper                 | Sint-Leonarduskerk                       |
| Sint-Andreas                                       | Bikschote           | Langemark-Poelkapelle | Sint-Andreaskerk                         |
| Onze-Lieve-Vrouw                                   | Madonna             | Langemark-Poelkapelle | Onze-Lieve-Vrouwkerk                     |
| Sint-Juliaan                                       | Sint-Juliaan        | Langemark-Poelkapelle | Sint-Juliaankerk                         |
| Sint-Paulus                                        | Langemark           | Langemark-Poelkapelle | Sint-Pauluskerk                          |
| Onze-Lieve-Vrouw                                   | Poelkapelle         | Langemark-Poelkapelle | Onze-Lieve-Vrouwkerk Poelkapelle         |
| Sint-Martinus                                      | Beselare            | Zonnebeke             | Sint-Martinuskerk                        |
| Sint-Margareta                                     | Geluveld            | Zonnebeke             | Sint-Margaretakerk                       |
| Sint-Audomarus                                     | Passendale          | Zonnebeke             | Sint-Audomaruskerk                       |
| Sint-Bartholomeus                                  | Zandvoorde          | Zonnebeke             | Sint-Bartholomeuskerk                    |
| Onze-Lieve-Vrouw                                   | Zonnebeke           | Zonnebeke             | Onze-Lieve-Vrouwekerk                    |
| Pastorale eenheid Heilige Clara Heuvelland         |                     |                       |                                          |
| Sint-Jan-Baptist                                   | Dranouter           | Heuvelland            | Sint-Jan-Baptistkerk                     |
| Sint-Niklaas                                       | Mesen               | Mesen                 | Sint-Niklaaskerk                         |
| Onze-Lieve-Vrouw                                   | Nieuwkerke          | Heuvelland            | Onze-Lieve-Vrouwkerk                     |
| Sint-Medardus                                      | Wijtschate          | Heuvelland            | Sint-Medarduskerk                        |
| Sint-Machutus                                      | Wulvergem           | Heuvelland            | Sint-Machutuskerk                        |
| Onze-Lieve-Vrouw                                   | De Klijte           | Heuvelland            | Onze-Lieve-Vrouwkerk                     |
| Sint-Petrus                                        | Loker               | Heuvelland            | Sint-Petruskerk                          |
| Sint-Vedastus                                      | Reningelst          | Poperinge             | Sint-Vedastuskerk                        |
| Sint-Eligius                                       | Westouter           | Heuvelland            | Sint-Eligiuskerk                         |
| Pastorale eenheid Sint-Bertinus Poperinge-Vleteren |                     |                       |                                          |
| Onze-Lieve-Vrouw                                   | Poperinge           | Poperinge             | Onze-Lieve-Vrouwekerk                    |
| Sint-Bertinus                                      | Poperinge           | Poperinge             | Sint-Bertinuskerk                        |
| Sint-Jan                                           | Poperinge           | Poperinge             | Sint-Janskerk                            |
| Sint-Amatus                                        | Oostvleteren        | Vleteren              | Sint-Amatuskerk                          |
| Sint-Martinus                                      | Westvleteren        | Vleteren              | Sint-Martinuskerk                        |
| Sint-Rictrudis                                     | Woesten             | Vleteren              | Sint-Rictrudiskerk Woesten               |
| Onze-Lieve-Vrouw Onbevlekt Ontvangen               | Abele               | Poperinge             | Onze-Lieve-Vrouw Onbevlekt Ontvangenkerk |
| Sint-Martinus                                      | Haringe             | Poperinge             | Sint-Martinuskerk                        |
| Sint-Blasius                                       | Krombeke            | Poperinge             | Sint-Blasiuskerk                         |
| Sint-Victor                                        | Proven              | Poperinge             | Sint-Victorkerk                          |
| Sint-Martinus                                      | Roesbrugge          | Poperinge             | Sint-Martinuskerk                        |
| Sint-Jan                                           | Sint-Jan-Ter-Biezen | Poperinge             | Sint-Janskerk                            |
| Sint-Bavo                                          | Watou               | Poperinge             | Sint-Bavokerk                            |

## Dekenaat Kortrijk
Het dekenaat Kortrijk omvat de verschillende parochies in het centrum van Kortrijk en in de deelgemeenten alsook Harelbeke en Kuurne.
| Parochie                                        | Stad/dorp/wijk | Gemeente  | Kerk                  |
| Pastorale eenheid Sint-Marcus Heule-Bissegem    |                |           |                       |
| Sint-Audomarus                                  | Bissegem       | Kortrijk  | Sint-Audomaruskerk    |
| Sint-Eutropius                                  | Heule          | Kortrijk  | Sint-Eutropiuskerk    |
| Sint-Godelieve                                  | Heule          | Kortrijk  | Sint-Godelievekerk    |
| Pastorale eenheid De Verrijzenis Kortrijk       |                |           |                       |
| Sint-Rochus (verhuisd naar de Verrijzeniskapel) | Kortrijk       | Kortrijk  |                       |
| Sint-Elisabeth                                  | Kortrijk       | Kortrijk  | Sint-Elisabethkerk    |
| Sint-Jan-Baptist                                | Kortrijk       | Kortrijk  | Sint-Jan-de-Doperkerk |
| PE O.L.Vrouw Van Groeninge Kortrijk             |                |           |                       |
| Onze-Lieve-Vrouw                                | Kortrijk       | Kortrijk  | Onze-Lieve-Vrouwekerk |
| Sint-Maarten                                    | Kortrijk       | Kortrijk  | Sint-Maartenskerk     |
| Sint-Pius X                                     | Kortrijk       | Kortrijk  | Sint-Pius X-kerk      |
| Sint-Elooi                                      | Kortrijk       | Kortrijk  | Sint-Elooiskerk       |
| Pastorale eenheid H. Edith Stein Kortrijk       |                |           |                       |
| Sint-Cornelius                                  | Aalbeke        | Kortrijk  | Sint-Corneliuskerk    |
| Sint-Amandus                                    | Bellegem       | Kortrijk  | Sint-Amanduskerk      |
| Sint-Brixius                                    | Marke          | Kortrijk  | Sint-Brixiuskerk      |
| Sint-Antonius Abt                               | Rollegem       | Kortrijk  | Sint-Antonius Abtkerk |
| Sint-Laurentius                                 | Kooigem        | Kortrijk  | Sint-Laurentiuskerk   |
| Pastorale eenheid De Jordaan Harelbeke          |                |           |                       |
| Sint-Amandus                                    | Bavikhove      | Harelbeke | Sint-Amanduskerk      |
| Sint-Jozef                                      | Harelbeke      | Harelbeke | Sint-Jozefkerk        |
| Sint-Salvator                                   | Harelbeke      | Harelbeke | Sint-Salvatorkerk     |
| Sint-Rita                                       | Harelbeke      | Harelbeke | Sint-Ritakerk         |
| Sint-Petrus                                     | Hulste         | Harelbeke | Sint-Petruskerk       |
| Sint-Augustinus                                 | Stasegem       | Harelbeke | Sint-Augustinuskerk   |
| Pastorale eenheid Emmaüs Kuurne                 |                |           |                       |
| Sint-Katharina                                  | Sint-Katharina | Kuurne    | Sint-Katharinakerk    |
| Sint-Michiel                                    | Kuurne         | Kuurne    | Sint-Michielskerk     |
| Sint-Pieter                                     | Kuurne         | Kuurne    | Sint-Pieterskerk      |

## Dekenaat Menen
Het dekenaat Menen omvat de gemeenten Menen, Wevelgem, Moorslede en Wervik. De decanale kerk is de Sint-Vedastuskerk in Menen.
| Parochie                                                               | Stad/dorp/wijk      | Gemeente  | Kerk                                          |
| Pastorale eenheid Zacheüs Wevelgem-Gullegem-Moorsele                   |                     |           |                                               |
| Sint-Amandus                                                           | Gullegem            | Wevelgem  | Sint-Amanduskerk                              |
| Sint-Martinus en Sint-Christoffel                                      | Moorsele            | Wevelgem  | Sint-Martinus en Sint-Christoffelkerk         |
| Sint-Hilarius                                                          | Wevelgem            | Wevelgem  | Sint-Hilariuskerk                             |
| Sint-Theresia van het Kind Jezus                                       | Wevelgem            | Wevelgem  | Sint-Theresiakerk                             |
| Onbevlekt Hart van Maria                                               | Wevelgem            | Wevelgem  | Kerk van het Onbevlekt Hart van Maria         |
| Pastorale eenheid De Bron Lauwe-Rekkem                                 |                     |           |                                               |
| Sint-Bavo                                                              | Lauwe               | Menen     | Sint-Bavokerk                                 |
| Sint-Niklaas                                                           | Rekkem              | Menen     | Sint-Niklaaskerk                              |
| Heilige Maagd der Armen                                                | Paradijs (Rekkem)   | Menen     | Kerk van de Heilige Maagd der Armen           |
| Pastorale eenheid Fratelli Tutti Menen-Wervik                          |                     |           |                                               |
| Sint-Vedastus                                                          | Menen               | Menen     | Sint-Vedastuskerk                             |
| Sint-Jozef                                                             | De Barakken (Menen) | Menen     | Sint-Jozefskerk                               |
| Sint-Jan-Baptist                                                       | Ons Dorp (Menen)    | Menen     | Sint-Jan-Baptistkerk                          |
| Sint-Medardus                                                          | Wervik              | Wervik    | Sint-Medarduskerk                             |
| Sint-Jozef                                                             | Wervik              | Wervik    | Sint-Jozefskerk                               |
| Heilig Hart                                                            | Kruiseke            | Wervik    | Heilig Hartkerk                               |
| Sint-Dionysus                                                          | Geluwe              | Wervik    | Sint-Dionysiuskerk                            |
| Pastorale eenheid Onze-Lieve-Vrouw van Dadizele-Moorslede-Slypskapelle |                     |           |                                               |
| Sint-Martinus                                                          | Moorslede           | Moorslede | Sint-Martinuskerk                             |
| Onze-Lieve-Vrouw Onbevlekt Ontvangen                                   | Dadizele            | Moorslede | Basiliek Onze-Lieve-Vrouw Onbevlekt Ontvangen |
| Sint-Theresia                                                          | Slypskapelle        | Moorslede | Sint-Theresiakerk                             |

## Dekenaat Oostende-Blankenberge
Het dekenaat Oostende-Blankenberge omvat de gemeenten Oostende, Bredene, Middelkerke en het gebied aan de Vlaamse Oostkust rond Blankenberge, meer bepaald de gemeenten Blankenberge, Knokke-Heist, De Haan en Zuienkerke.
| Parochie                                                     | Stad/dorp/wijk        | Gemeente     | Kerk                            |
| Pastorale eenheid Galilea Bredene-Vuurtoren                  |                       |              |                                 |
| Sint-Jozef                                                   | Sas-Slijkens          | Bredene      | Sint-Jozefskerk                 |
| Sint-Rikier                                                  | Bredene               | Bredene      | Sint-Rikierskerk                |
| Sint-Theresia van het kind Jezus                             | Bredene-Bad           | Bredene      | Sint-Theresiakerk               |
| Sint-Antonius van Padua                                      | Vuurtorenwijk         | Oostende     | Sint-Antoniuskerk               |
| Pastorale eenheid Maria Tenhemelopneming Mariakerke-Oostende |                       |              |                                 |
| OLV Hemelvaart - OLV Koningin                                | Mariakerke            | Oostende     | Onze-Lieve-Vrouw Hemelvaartkerk |
| Sint-Raphaël                                                 | Raversijde            | Oostende     | Sint-Rafaëlskerk                |
| Sint-Franciscus van Assisi                                   | Mariakerke            | Oostende     | Sint-Franciscus van Assisikerk  |
| Pastorale eenheid Sint-Andreas Middelkerke                   |                       |              |                                 |
| Onze-Lieve-Vrouw Bezoeking                                   | Lombardsijde          | Middelkerke  | Onze-Lieve-Vrouw Visitatiekerk  |
| Sint-Willibrordus                                            | Middelkerke           | Middelkerke  | Sint-Willibrorduskerk           |
| Sint-Laurentius                                              | Westende              | Middelkerke  | Sint-Laurentiuskerk             |
| Onze-Lieve-Vrouw                                             | Mannekensvere         | Middelkerke  | Onze-Lieve-Vrouwekerk           |
| Onze-Lieve-Vrouw                                             | Schore                | Middelkerke  | Onze-Lieve-Vrouwekerk           |
| Sint-Niklaas                                                 | Slijpe                | Middelkerke  | Sint-Niklaaskerk                |
| Sint-Gulielmus                                               | Wilskerke             | Middelkerke  | Sint-Gulielmuskerk              |
| Pastorale eenheid Sint-Pieter Oostende                       |                       |              |                                 |
| Sint-Petrus en Sint-Paulus                                   | Oostende              | Oostende     | Sint-Petrus en Sint-Pauluskerk  |
| Sint-Jozef                                                   | Oostende              | Oostende     | Sint-Jozefskerk                 |
| Heilig Hart                                                  | Oostende              | Oostende     | Heilig Hartkerk                 |
| Sint-Jan-Baptist                                             | Oostende              | Oostende     | Sint-Jan-Baptistkerk            |
| Pastorale eenheid Kana                                       |                       |              |                                 |
| Sint-Anna                                                    | Stene                 | Oostende     | Sint-Annakerk                   |
| Sint-Katharina                                               | Konterdam (Stene)     | Oostende     | Sint-Catharinakerk              |
| Onze-Lieve-Vrouw                                             | Zandvoorde            | Oostende     | Onze-Lieve-Vrouwekerk           |
| Pastorale eenheid Maria Ster-der-zee Blankenberge-Zuienkerke |                       |              |                                 |
| Sint-Rochus                                                  | Blankenberge          | Blankenberge | Sint-Rochuskerk                 |
| Sint-Antonius Abt                                            | Blankenberge          | Blankenberge | Sint-Antoniuskerk               |
| Sint-Amandus                                                 | Uitkerke              | Blankenberge | Sint-Amanduskerk                |
| Zuienkerke                                                   | Sint-Bavo en Machutus | Houtave      | Sint-Bavo en Machutuskerk       |
| Onze-Lieve-Vrouw                                             | Meetkerke             | Zuienkerke   | Onze-Lieve-Vrouwekerk           |
| Sint-Bartholomeus                                            | Nieuwmunster          | Zuienkerke   | Sint-Bartholomeuskerk           |
| Sint-Michiel                                                 | Zuienkerke            | Zuienkerke   | Sint-Michielskerk               |
| Federatie De Haan                                            |                       |              |                                 |
| Sint-Monica                                                  | De Haan-Centrum       | De Haan      | Sint-Monicakerk                 |
| Sint-Clemens                                                 | Klemskerke            | De Haan      | Sint-Clemenskerk                |
| Sint-Blasius                                                 | Vlissegem             | De Haan      | Sint-Blasiuskerk                |
| Heilige Kruisverheffing                                      | Wenduine              | De Haan      | Kerk Heilige Kruisverheffing    |
| Pastorale eenheid Tiberias Knokke-Heist                      |                       |              |                                 |
| Heilige Familie                                              | Duinbergen            | Knokke-Heist | Kerk Heilige Familie            |
| Sint-Antonius Abt                                            | Heist                 | Knokke-Heist | Sint-Antonius-Abtkerk           |
| Sint-Vincentius                                              | Ramskapelle           | Knokke-Heist | Sint-Vincentiuskerk             |
| Heilig Hart                                                  | Knokke                | Knokke-Heist | Heilig Hartkerk                 |
| Onbevlekt Hart van Maria en Sint-Margareta                   | Knokke                | Knokke-Heist | Sint-Margarethakerk             |
| Sint-Niklaas                                                 | Westkapelle           | Knokke-Heist | Sint-Niklaaskerk                |

## Dekenaat Roeselare-Izegem
Het dekenaat Roeselare-Izegem omvat de gemeenten Roeselare, Staden, Hooglede, Ardooie, Izegem, Ingelmunster, Lendelede en Ledegem.
| Parochie                                               | Stad/dorp/wijk     | Gemeente     | Kerk                    |
| Pastorale eenheid H. Johannes XXIII Hooglede-Gits      |                    |              |                         |
| Sint-Jacob-de-Meerdere                                 | Gits               | Hooglede     | Jakocus de Meerderekerk |
| Christus Koning                                        | Sleihage           | Hooglede     | Christus Koningkerk     |
| Sint-Amandus                                           | Hooglede           | Hooglede     | Sint-Amandskerk         |
| Sint-Jozef                                             | De Geite           | Hooglede     | Sint-Jozefskerk         |
| Pastorale eenheid Heilige Clara & Franciscus Roeselare |                    |              |                         |
| Heilige Godelieve                                      | Roeselare          | Roeselare    | Godelievekerk           |
| Heilig Hart                                            | Roeselare          | Roeselare    | Heilig Hartkerk         |
| Sint-Michiel                                           | Roeselare          | Roeselare    | Sint-Michielskerk       |
| Onze-Lieve-Vrouw                                       | Roeselare          | Roeselare    | Onze-Lieve-Vrouwkerk    |
| Pastorale eenheid Sint-Germanus Ardooie                |                    |              |                         |
| Sint-Martinus                                          | Ardooie            | Ardooie      | Sint-Martinuskerk       |
| Sint-Martinus                                          | Koolskamp          | Ardooie      | Sint-Martinuskerk       |
| Kruisverheffing                                        | Beveren            | Roeselare    | Kruisverheffingskerk    |
| Pastorale eenheid H. Vincent Rumbeke                   |                    |              |                         |
| Sint-Martinus                                          | Oekene             | Roeselare    | Sint-Martinuskerk       |
| Sint-Henricus                                          | Zilverberg         | Roeselare    | Sint-Henricuskerk       |
| Sint-Petrus en Sint-Paulus                             | Rumbeke            | Roeselare    | Sint-Petruskerk         |
| Pastorale eenheid Sint-Anna Staden                     |                    |              |                         |
| Sint-Eligius                                           | Vijfwegen          | Staden       | Sint-Eligiuskerk        |
| Sint-Jan-Baptist                                       | Staden             | Staden       | Sint-Jan-Baptistkerk    |
| Onze-Lieve-Vrouw                                       | Oostnieuwkerke     | Staden       |                         |
| Sint-Bavo                                              | Westrozebeke       | Staden       | Sint-Bavokerk           |
| Pastorale eenheid Sint-Amand Ingelmunster              |                    |              |                         |
| Sint-Amandus                                           | Ingelmunster       | Ingelmunster | Sint-Amanduskerk        |
| Pastorale eenheid Sint-Crispijn Izegem-Lendelede       |                    |              |                         |
| Heilige Familie                                        | Izegem             | Izegem       | Heilige-Familiekerk     |
| Heilig Hart                                            | Izegem             | Izegem       | Heilig Hartkerk         |
| Sint-Hilonius (Sint-Tillo)                             | Izegem             | Izegem       | Sint-Tillokerk          |
| Sint-Jan-Baptist                                       | Kachtem            | Izegem       |                         |
| Sint-Pieter                                            | Emelgem            | Izegem       | Sint-Pieterskerk        |
| Sint-Blasius                                           | Lendelede          | Lendelede    |                         |
| Pastorale eenheid Heilige Damiaan Ledegem              |                    |              |                         |
| Sint-Petrus                                            | Ledegem            | Ledegem      | Sint-Petruskerk         |
| Sint-Jan-Baptist                                       | Rollegem-Kapelle   | Ledegem      | Sint-Jan-Baptistkerk    |
| Sint-Eligius                                           | Sint-Eloois-Winkel | Ledegem      | Sint-Eligiuskerk        |

## Dekenaat Tielt
Het dekenaat Tielt omvat de gemeenten Tielt, Wingene, Ruiselede, Dentergem, Meulebeke, Pittem en Beernem.
| Parochie                                                    | Stad/dorp/wijk    | Gemeente  | Kerk                                       |
| Pastorale eenheid Elisabet Meulebeke                        |                   |           |                                            |
| Sint-Amandus                                                | Meulebeke         | Meulebeke | Sint-Amanduskerk                           |
| Sint-Antonius van Padua                                     | 't Veld           | Meulebeke | Sint-Antonius van Paduakerk                |
| Onze-Lieve-Vrouw Bezoeking en Sint-Leo                      | Marialoop         | Meulebeke | Onze-Lieve-Vrouw Bezoeking en Sint-Leokerk |
| Pastorale eenheid Sint-Jakob Tielt-Pittem                   |                   |           |                                            |
| Sint-Martinus                                               | Aarsele           | Tielt     | Sint-Martinuskerk                          |
| Sint-Bavo                                                   | Kanegem           | Tielt     | Sint-Bavokerk                              |
| Onze-Lieve-Vrouw Geboorte                                   | Schuiferskapelle  | Tielt     | Onze-Lieve-Vrouw Geboortekerk              |
| Onze-Lieve-Vrouw                                            | Tielt             | Tielt     | Onze-Lieve-Vrouwekerk                      |
| Sint-Jozef Werkman                                          | Tielt             | Tielt     | Sint-Jozef Werkmankerk                     |
| Sint-Pieter                                                 | Tielt             | Tielt     | Sint-Pieterskerk                           |
| Sint-Germanus                                               | Egem              | Pittem    | Sint-Germanuskerk                          |
| Onze-Lieve-Vrouw                                            | Pittem            | Pittem    | Onze-Lieve-Vrouwkerk                       |
| Onze-Lieve-Vrouw en Sint-Stefanus                           | Dentergem         | Dentergem | Onze-Lieve-Vrouw en Sint-Stephanuskerk     |
| Sint-Amandus en Sint-Lucia                                  | Markegem          | Dentergem | Sint-Amandus en Sint-Luciakerk             |
| Sint-Martinus                                               | Oeselgem          | Dentergem | Sint-Martinuskerk                          |
| Sint-Petrus en Sint-Catharina                               | Wakken            | Dentergem | Sint-Pieter- en Sint-Catharinakerk         |
| Pastorale eenheid Sint-Augustinus Beernem-Ruiselede-Wingene |                   |           |                                            |
| Sint-Carolus                                                | Doomkerke         | Ruiselede | Sint-Caroluskerk                           |
| Heilige Kruisverheffing                                     | Kruiskerke        | Ruiselede | Heilige Kruisverheffingskerk               |
| Onze-Lieve-Vrouw Ten Hemelopneming                          | Ruiselede         | Ruiselede | Onze-Lieve-Vrouwkerk                       |
| Sint-Amandus                                                | Wingene           | Wingene   | Sint-Amanduskerk                           |
| Sint-Georgius                                               | Wildenburg        | Wingene   | Sint-Joriskerk                             |
| Sint-Jan-Baptist                                            | Sint-Jan          | Wingene   | Sint-Jan-Baptistkerk                       |
| Sint-Aldegondis                                             | Zwevezele         | Wingene   | Sint-Aldegondiskerk                        |
| Sint-Jozef                                                  | Hille (Zwevezele) | Wingene   | Sint-Jozefskerk                            |
| Heilige Maria Moeder Gods                                   | Beernem           | Beernem   | Heilige Moeder Godskerk                    |
| Sint-Amandus                                                | Beernem           | Beernem   | Sint-Amanduskerk                           |
| Sint-Lambertus                                              | Oedelem           | Beernem   | Sint-Lambertuskerk                         |
| Sint-Petrus                                                 | Oostveld          | Beernem   | Sint-Petruskerk                            |
| Sint-Georgius                                               | Sint-Joris        | Beernem   | Sint-Joriskerk                             |

## Dekenaat Torhout-Gistel
Het dekenaat Torhout omvat de gemeenten Torhout, Lichtervelde, Koekelare, Kortemark, Gistel, Oudenburg, Ichtegem, Jabbeke en Zedelgem. De decanale kerk is de Sint-Pieterskerk van Torhout.
| Parochie                                                   | Stad/dorp/wijk  | Gemeente     | Kerk                            |
| Pastorale eenheid Sint-Maarten Koekelare-Ichtegem          |                 |              |                                 |
| Sint-Gertrudis                                             | Bovekerke       | Koekelare    | Sint-Gertrudiskerk              |
| Sint-Martinus                                              | Koekelare       | Koekelare    | Sint-Martinuskerk               |
| Sint-Andries                                               | Zande           | Koekelare    | Sint-Andrieskerk                |
| Sint-Michiel                                               | Ichtegem        | Ichtegem     | Sint-Michielskerk               |
| Pastorale eenheid Onze-Lieve-Vrouw Krekedal Kortemark      |                 |              |                                 |
| Sint-Hadrianus                                             | Handzame        | Kortemark    | Sint-Hadrianuskerk              |
| Onze-Lieve-Vrouw Hemelvaart                                | Edewalle        | Kortemark    | Onze-Lieve-Vrouw-Hemelvaartkerk |
| Sint-Bartholomeus                                          | Kortemark       | Kortemark    | Sint-Bartholomeuskerk           |
| Sint-Martinus                                              | Werken          | Kortemark    | Sint-Martinuskerk               |
| Sint-Dionysius                                             | Zarren          | Kortemark    | Sint-Dionysiuskerk              |
| Pastorale eenheid Sint-Margaretha Lichtervelde             |                 |              |                                 |
| Sint-Jacob de Meerdere                                     | Lichtervelde    | Lichtervelde | Sint-Jacobuskerk                |
| Sint-Henricus                                              | Sint-Henricus   | Torhout      | Sint-Henricuskerk               |
| Pastorale eenheid H. Petrus Torhout                        |                 |              |                                 |
| Don Bosco                                                  | Don Bosco       | Torhout      | Sint-Jan Boscokerk              |
| Sint-Jozef Arbeider                                        | De Driekoningen | Torhout      | Sint-Jozefskerk                 |
| Sint-Pieter                                                | Torhout         | Torhout      | Sint-Pieterskerk                |
| Sint-Jozef en Karel de Goede                               | Wijnendale      | Torhout      | Sint-Jozefskerk                 |
| Pastorale eenheid Sint-Godelieve Gistel-Eernegem-Oudenburg |                 |              |                                 |
| Onze-Lieve-Vrouw Hemelvaart                                | Gistel          | Gistel       | Onze-Lieve-Vrouwekerk           |
| Sint-Niklaas                                               | Moere           | Gistel       | Sint-Niklaaskerk                |
| Sint-Cornelius                                             | Snaaskerke      | Gistel       | Sint-Corneliuskerk              |
| Onze-Lieve-Vrouw                                           | Zevekote        | Gistel       | Onze-Lieve-Vrouwekerk           |
| Sint-Medardus                                              | Eernegem        | Ichtegem     | Sint-Medarduskerk               |
| Sint-Amand                                                 | Bekegem         | Ichtegem     | Sint-Amanduskerk                |
| Onze-Lieve-Vrouw                                           | Oudenburg       | Oudenburg    | Onze-Lieve-Vrouwekerk           |
| Sint-Eligius                                               | Ettelgem        | Oudenburg    | Sint-Eligiuskerk                |
| Sint-Michiel                                               | Roksem          | Oudenburg    | Sint-Michielskerk               |
| Sint-Audomarus                                             | Westkerke       | Oudenburg    | Sint-Audomaruskerk              |
| Pastorale eenheid Sint-Stefanus Jabbeke                    |                 |              |                                 |
| Sint-Blasius                                               | Jabbeke         | Jabbeke      | Sint-Blasiuskerk                |
| Sint-Eligius                                               | Snellegem       | Jabbeke      | Sint-Elooiskerk                 |
| Sint-Jan-Baptist                                           | Stalhille       | Jabbeke      | Sint-Jan-de-Doperkerk           |
| Heilige Mauritius en Gezellen                              | Varsenare       | Jabbeke      | Sint-Mauritiuskerk              |
| Sint-Vedastus                                              | Zerkegem        | Jabbeke      | Sint-Vedastuskerk               |
| Pastorale eenheid Tabor Zedelgem                           |                 |              |                                 |
| Sint-Andreas                                               | Aartrijke       | Zedelgem     | Sint-Andreaskerk                |
| Sint-Martinus                                              | Loppem          | Zedelgem     | Sint-Martinuskerk               |
| Onze-Lieve-Vrouw                                           | Veldegem        | Zedelgem     | Onze-Lieve-Vrouwekerk           |
| Sint-Eligius                                               | De Leeuw        | Zedelgem     | Sint-Eligiuskerk                |
| Sint-Laurentius                                            | Zedelgem        | Zedelgem     | Sint-Laurentiuskerk             |

## Dekenaat Waregem-Avelgem
Het dekenaat Waregem-Avelgem omvat de gemeenten Waregem, Oostrozebeke, Wielsbeke, Deerlijk, Avelgem, Anzegem, Zwevegem en Spiere-Helkijn. De dekenale kerk is de Sint-Amandus-en-Sint-Blasiuskerk in Waregem.
| Parochie                                                 | Stad/dorp/wijk    | Gemeente       | Kerk                                           |
| Pastorale eenheid Sint-Franciscus Oostrozebeke-Wielsbeke |                   |                |                                                |
| Sint-Brixius                                             | Ooigem            | Wielsbeke      | Sint-Brixiuskerk                               |
| Sint-Amandus                                             | Oostrozebeke      | Oostrozebeke   | Sint-Amanduskerk                               |
| Sint-Jozef                                               | Ginste            | Oostrozebeke   | Sint-Jozefskerk                                |
| Sint-Bavo                                                | Sint-Baafs-Vijve  | Wielsbeke      | Sint-Bavokerk                                  |
| Sint-Laurentius                                          | Wielsbeke         | Wielsbeke      | Sint-Laurentiuskerk                            |
| Pastorale eenheid Sint-Paulus Waregem                    |                   |                |                                                |
| Sint-Amandus en Sint-Blasius                             | Waregem           | Waregem        | Sint-Amandus-en-Sint-Blasiuskerk               |
| Sint-Margareta                                           | Nieuwenhove       | Waregem        | Sint-Margaretakerk                             |
| Pastorale eenheid Sint-Anna Waregem                      |                   |                |                                                |
| Sint-Jan-Baptist                                         | Beveren           | Waregem        | Sint-Jan-de-Doperkerk                          |
| Sint-Martinus                                            | Desselgem         | Waregem        | Sint-Martinuskerk                              |
| Sint-Eligius                                             | Sint-Eloois-Vijve | Waregem        | Sint-Eligiuskerk                               |
| Pastorale eenheid De Wijngaard Deerlijk                  |                   |                |                                                |
| Sint-Columba                                             | Deerlijk          | Deerlijk       | Sint-Columbakerk                               |
| Onze-Lieve-Vrouw Onbevlekt Ontvangen                     | Sint-Lodewijk     | Deerlijk       | Onze-Lieve-Vrouw Onbevlekt Ontvangenkerk       |
| Pastorale eenheid Heilige Vincentius Anzegem             |                   |                |                                                |
| Sint-Jan-Baptist en Sint-Eligius                         | Anzegem           | Anzegem        | Sint-Jan-de-Doperkerk                          |
| Sint-Theresia van het Kind Jezus                         | Heirweg           | Anzegem        | Sint-Theresiakerk                              |
| Sint-Mattheus                                            | Gijzelbrechtegem  | Anzegem        | Sint-Mattheuskerk                              |
| Sint-Antonius Abt                                        | Ingooigem         | Anzegem        | Sint-Antoniuskerk                              |
| Sint-Petrus                                              | Kaster            | Anzegem        | Sint-Petruskerk                                |
| Sint-Arnoldus                                            | Tiegem            | Anzegem        | Sint-Arnolduskerk                              |
| Sint-Stefanus en Sint-Theodoricus                        | Vichte            | Anzegem        | Sint-Stefanus en Sint-Theodoricuskerk          |
| Pastorale eenheid Heilige Familie Avelgem                |                   |                |                                                |
| Sint-Martinus                                            | Avelgem           | Avelgem        | Sint-Martinuskerk                              |
| Sint-Pieter (ook wel Sint-Petrus)                        | Outrijve          | Avelgem        | Sint-Pieterskerk                               |
| Onze-Lieve-Vrouw Geboorte en Sint-Eligius                | Waarmaarde        | Avelgem        | Kerk Onze-Lieve-Vrouw Geboorte en Sint-Eligius |
| Sint-Jan-Baptist                                         | Helkijn           | Spiere-Helkijn | Sint-Jan-de-Doperkerk                          |
| Sint-Dionysius en Sint-Genesius                          | Sint-Denijs       | Zwevegem       | Sint-Dionysius en Sint-Genesiuskerk            |
| Heilige Hart van Jezus en Sint-Amandus                   | Spiere            | Spiere-Helkijn | Kerk Sint-Amandus en Heilig Hart               |
| Sint-Eligius                                             | Moen              | Zwevegem       | Sint-Eligiuskerk                               |
| Onze-Lieve-Vrouw Hemelvaart                              | Heestert          | Zwevegem       | Onze-Lieve-Vrouw Hemelvaartkerk                |
| Sint-Amandus en Sint-Anna                                | Otegem            | Zwevegem       | Sint-Amandus en Sint-Annakerk                  |
| Pastorale eenheid H. Maria Magdalena Zwevegem            |                   |                |                                                |
| Sint-Amandus                                             | Zwevegem          | Zwevegem       | Sint-Amanduskerk                               |
| Sint-Maria Bernarda                                      | Zwevegem-Knokke   | Zwevegem       | Sint-Maria-Bernardakerk                        |